# Province de Chacabuco
La province de Chacabuco est une province chilienne située au nord de la région métropolitaine de Santiago. Elle a une superficie de 1 977,7 km² pour une population de 132 798 habitants (estimation de l'I.N.E pour 2005). Sa capitale provinciale est la ville de Colina. Son gouverneur est José Iván Torres Laureda.

## Communes

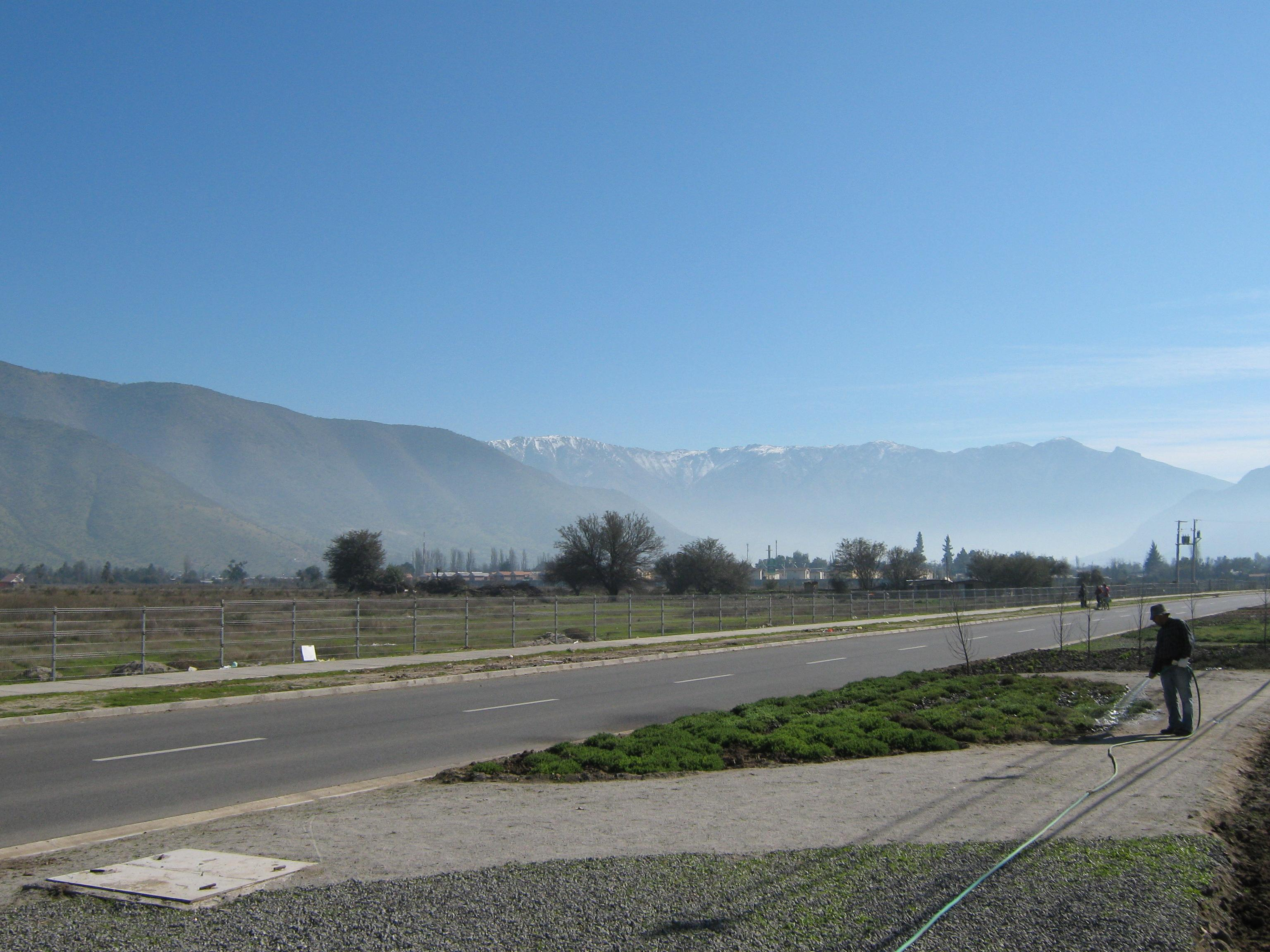

La province est divisée en 3 communes :  
- Colina
- Lampa
- Tiltil